# Nadir Colledani
Nadir Colledani, né le  10 avril 1995, est un coureur cycliste italien, pratiquant le VTT cross-country et le cyclo-cross.

## Palmarès en VTT

### Jeux olympiques
- Tokyo 2020
  - 34e du cross-country

### Coupe du monde
- Coupe du monde de cross-country espoirs
  - 2017 : 2e du classement général, deux manches remportées

- Coupe du monde de cross-country 
  - 2018 : 33e du classement général
  - 2019 : 18e du classement général
  - 2021 : 16e du classement général
  - 2022 : 32e du classement général
  - 2023 : 35e du classement général
  - 2024 : 26e du classement général

- Coupe du monde de cross-country short track
  - 2022 : 21e du classement général
  - 2023 : 43e du classement général
  - 2024 : 52e du classement général

### Championnats d'Europe
- Darfo Boario Terme 2017
  -  Médaillé d'argent du cross-country espoirs
  -  Médaillé de bronze du relais mixte

### Championnats d'Italie
- 2015
  - 2e du cross-country espoirs
- 2016
  - 2e du cross-country espoirs
- 2017
  - 2e du cross-country espoirs
- 2021
  -  Champion d'Italie de cross-country

## Palmarès en cyclo-cross
- 2011-2012
  - 3e du championnat d'Italie de cyclo-cross juniors
- 2012-2013
  - 3e du championnat d'Italie de cyclo-cross juniors
- 2014-2015
  -  Champion d'Italie de cyclo-cross espoirs
- 2015-2016
  -  Champion d'Italie de cyclo-cross espoirs
- 2016-2017
  - 3e du championnat d'Italie de cyclo-cross espoirs
- 2021-2022
  - Gran Premio Internazionale CX Città di Jesolo, Jesolo